# Lưu Bách Thụ
Lưu Bách Thụ (1914-1979) là một nhạc sĩ Việt Nam, tác giả nhạc phẩm Con thuyền xa bến.
Lưu Bách Thụ sinh ngày 1 tháng 10 năm 1914 tại xã Hoàng Liệt, huyện Thanh Trì, Hà Nội. Trước 1945, ông làm công nhân nhà máy in và đã có sáng tác Con thuyền xa bến nổi tiếng. Ca khúc này vẫn được các ca sĩ của Sài Gòn trước 1975 trình diễn và thu âm.
Khi Cách mạng tháng Tám thành công, Lưu Bách Thụ tham gia lực lượng tự vệ và sau đó gia nhập Trung đoàn Thủ đô. Cũng chính trong thời gian này, ông viết ca khúc Biết ơn Cụ Hồ, một ca khúc quen thuộc trong những ngày đầu Cách mạng tháng Tám.
Chiến tranh Việt - Pháp bùng nổ, Lưu Bách Thụ theo các đơn vị quân đội đi khắp các địa phương của hai tỉnh Lào Cai và Nghĩa Lộ (Hoàng Liên Sơn sau này). Ông viết một số ca khúc như Giải phóng Lào Cai, Tây Bắc chiến thắng... và được phổ biến trong thời gian kháng chiến.
Sau khi hòa bình lập lại ở miền Bắc, Lưu Bách Thụ về công tác tại Ban Biên tập Văn nghệ Đài Phát thanh Tiếng nói Việt Nam. Trong những năm chiến tranh Việt Nam, ông viết một số bản như Tay em kén chọn, Tuổi xuân với rừng xanh, Cô thợ nề Thủ đô...
Lưu Bách Thụ cũng viết những ca khúc dành cho thiếu nhi như Vâng lời Bác Hồ, hay Em làm kế hoạch nhỏ với lời của Phạm Tuyên.
Ông mất năm 1974.